# Drenik
Drenik este o localitate din comuna Škofljica, Slovenia, cu o populație de 50 de locuitori.